# 科学万博記念公園
科学万博記念公園（かがくばんぱくきねんこうえん）は、茨城県つくば市御幸が丘6番地にある都市公園（近隣公園）である。桜の名所にもなっている。

## 概説

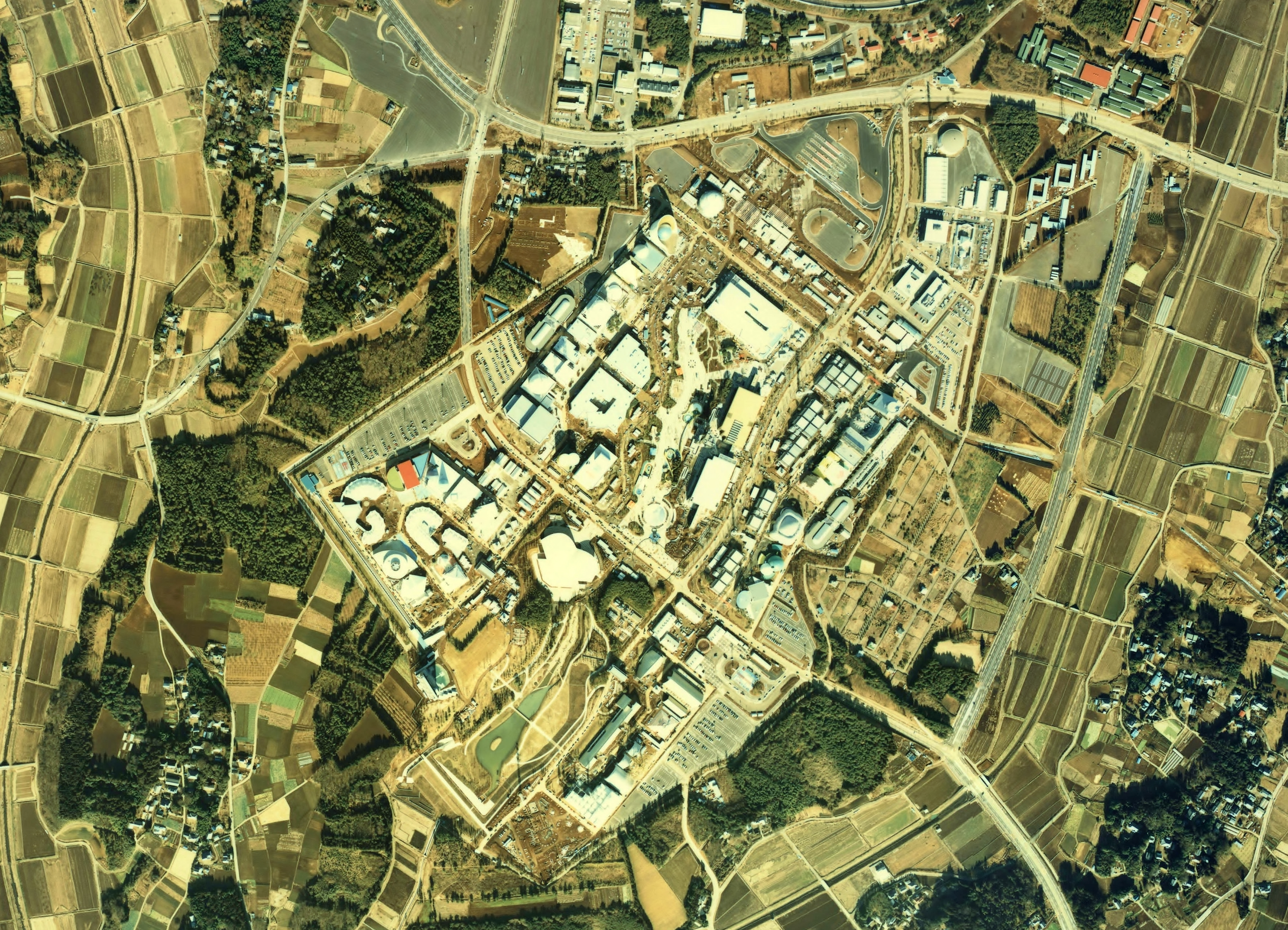
開催前年の1984年撮影の会場周辺の空中写真。パビリオン等の施設の多くが確認できる。
1984年撮影の2枚を合成作成。。

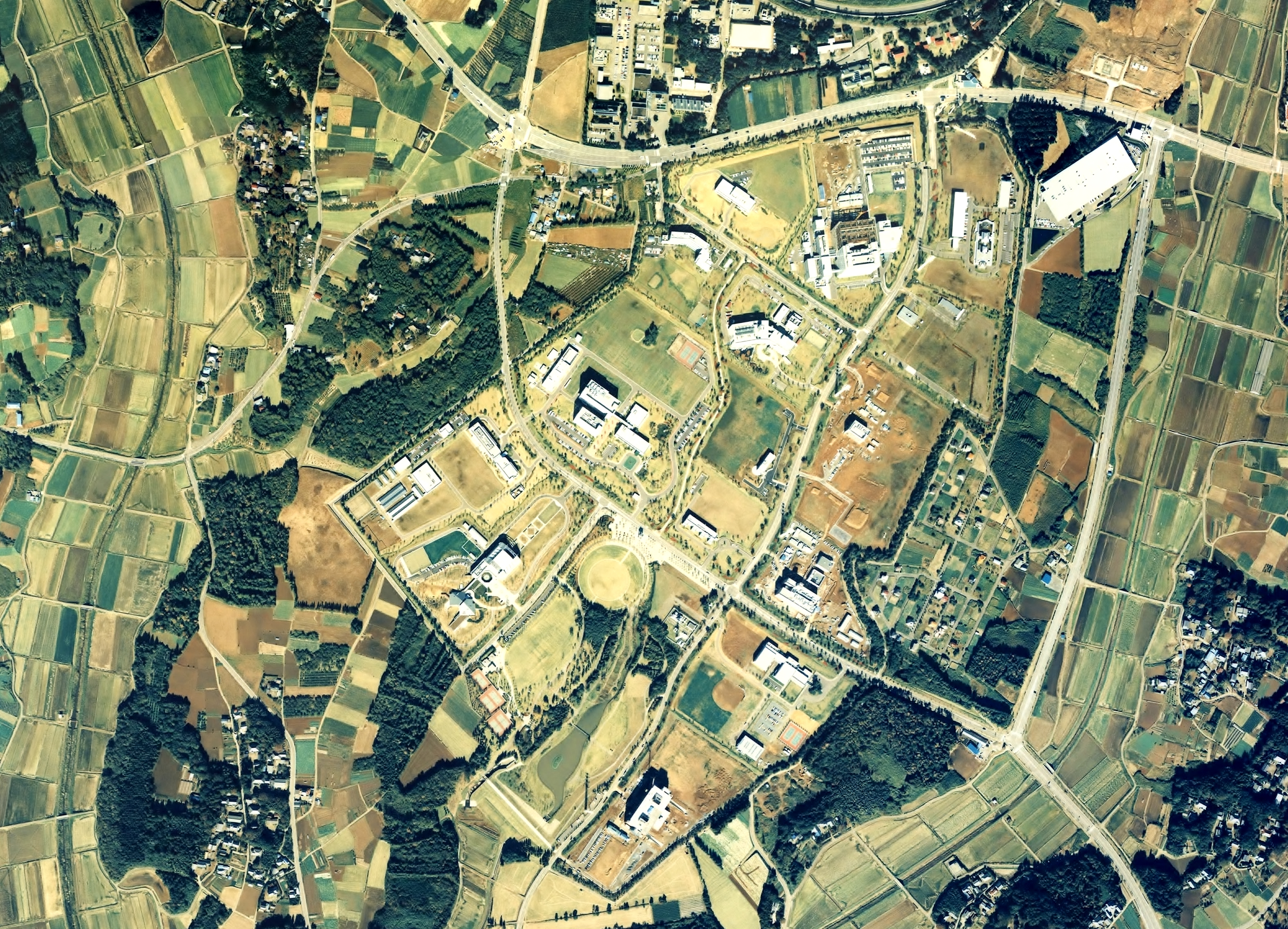
上記画像とほぼ同じ範囲を撮影した1990年の空中写真。パビリオン等の施設は撤去され再開発が進んでいる。画像中央下部の細長い池（ぽっちゃん池）周辺が科学万博記念公園。
1990年撮影の4枚を合成作成。。

1985年（昭和60年）に開催された国際科学技術博覧会（科学万博）のメイン会場Dブロック跡地に作られた公園である。催事の性格から、万博当時を思わせるものはほとんど残っていないが、万博閉幕後に建てられた「科学の門」の地面には万博当時の会場図が描かれている。また、公園にあった岡本太郎制作の像は、2005年（平成17年）の首都圏新都市鉄道 つくばエクスプレス開業に伴い、万博記念公園駅前に移設されている。その他のブロック跡地は筑波西部工業団地として、民間の研究所等が集まる。

## 公園概要
- 広めの芝生広場がある。広場の多い公園となっており、桜の季節（4月上旬頃）は花見客が訪れる。
- 万博当時よりある「ぽっちゃん湖」が貯水池として現存している。
- ジャンボトロン跡地にテニスコートがある。
- ハナショウブ園がある。6月上中旬頃が見頃。
- 秋には紅葉の樹木が見られる。
- 公園内の自転車の乗り入れが制限されている。このため、徒歩での散歩やペットを連れての利用者が多い。

## ギャラリー

科学の門
万博記念公園駅に移設後の岡本太郎作「未来を視る」

- 会場図に記されたシンボルマークは、タイル製造時のミスにより、正規のものと向きが異なっている（丸がついている角が上になるのが正しい向き）。

## 交通アクセス
駐車場が拡張中。車、コミュニティバスまたは徒歩の利用が推奨される。
- つくバス谷田部シャトル「科学万博記念公園」停留所下車（昼間1時間1本程度）。
- つくばエクスプレス 万博記念公園駅から徒歩で約24分（1.7キロメートル）[3]。
- つくばエクスプレス 研究学園駅から徒歩で約31分（2.3キロメートル）[4]。